# Spilosoma eximia
Spilosoma eximia är en fjärilsart som beskrevs av Swinhoe 1891. Spilosoma eximia ingår i släktet Spilosoma och familjen björnspinnare. Inga underarter finns listade i Catalogue of Life.